# Razi Moussavi
Pour les articles homonymes, voir Moussavi.
Razi Moussavi (persan : رضی موسوی), né en 1963 à Zandjan dans l'État impérial d'Iran et décédé le 25 décembre 2023 à Sayyida Zeinab en Syrie, est un officier militaire iranien servant dans la force Al-Qods du Corps des gardiens de la révolution islamique (CGRI). 
Il est tué par une frappe aérienne israélienne à Sayyidah Zaynab (Rif-Dimashq) en Syrie, pendant la guerre à Gaza depuis 2023. Au moment de sa mort, Moussavi est décrit comme le commandant militaire iranien le plus influent en Syrie.

## Carrière
Né en 1963, Moussavi sert en Syrie sous l'unité d'élite du CGRI, la force Al-Qods, à partir des années 1980, facilitant le transfert d'armes et de fonds au groupe paramilitaire libanais Hezbollah. En 1990, il assume le rôle de chef de la division logistique iranienne en Syrie, connue sous le nom d'unité 2250. Tout au long de la guerre civile syrienne, Moussavi fait face à de multiples tentatives d'assassinat orchestrées par Israël,,.

## Mort
Moussavi est tué le 25 décembre 2023, lors d'une frappe aérienne israélienne ciblée contre sa résidence à Sayyidah Zaynab, à 10 km au sud de Damas, en pleine guerre à Gaza. L'assassinat de Moussavi est la plus importante exécution d'un responsable militaire iranien depuis l'assassinat de Qassem Soleimani, jusqu'à l'assassinat ultérieur de Mohammad Reza Zahedi en avril 2024,.

### Réactions
Quelques heures après l'incident, le Corps des Gardiens de la révolution islamique déclare dans un communiqué : « Sans aucun doute, le régime sioniste usurpateur et barbare paiera pour ce crime ».
Le président iranien Ebrahim Raïssi qualifie l'assassinat de Moussavi de « signe de la frustration et de la faiblesse du régime sioniste dans la région dont il paiera certainement le prix ».
Le ministre syrien des Affaires étrangères Fayçal al-Meqdad condamne également l'attaque.
Le Hamas déclare dans un communiqué : « l'assassinat de Moussavi sur le territoire syrien est un crime, une violation de la souveraineté arabe et une attaque lâche [qui] menace la sécurité et la stabilité de la région entière »,.
Dans un communiqué, le Hezbollah libanais qualifie l'action israélienne d'« agression claire et éhontée dépassant toutes les limites ».
Le Jihad islamique palestinien qualifie l'assassinat de Moussavi par Israël de « crime lâche ».